# Lothar Fritze
Lothar Fritze (* 5. April 1954 in Karl-Marx-Stadt) ist ein deutscher Philosoph, Politikwissenschaftler und emeritierter Hochschullehrer.

## Leben
Fritze absolvierte ein Studium der Sozialistischen Betriebswirtschaft an der Technischen Hochschule Karl-Marx-Stadt, das er mit dem akademischen Grad eines Diplom-Wirtschaftsingenieurs abschloss. Zwischen 1978 und 1990 war er als wissenschaftlicher Mitarbeiter am dortigen Forschungsinstitut für Textiltechnologie beschäftigt. Seine Promotion A im Fach Philosophie erfolgte 1988 mit der Dissertation Gesteuerte Gesellschaftsentwicklung. Eine philosophische Untersuchung zu deren Möglichkeit und Notwendigkeit an der Humboldt-Universität zu Berlin.
Nach der deutschen Wiedervereinigung fand er zunächst zwischen 1992 und 1993 eine Anstellung als wissenschaftlicher Mitarbeiter am Institut für Wirtschafts- und Sozialforschung Chemnitz. Zwischen 1993 und 2019 war er in gleicher Position am Hannah-Arendt-Institut für Totalitarismusforschung (HAIT), einem An-Institut der Technischen Universität Dresden, tätig. Währenddessen habilitierte er sich 1997 mit der Schrift Täter mit gutem Gewissen. Über menschliches Versagen im diktatorischen Sozialismus im Fach Politikwissenschaft an der TU Chemnitz, wo er seit 1998 auch als außerplanmäßiger Professor lehrte.

## Forschungstätigkeit
Fritze forscht auf den Gebieten der Angewandten Ethik, der Totalitarismusforschung sowie der Ideengeschichte. Lange Zeit beschäftigte er sich vor allem mit dem totalitären Denken im Marxismus und im Nationalsozialismus.
Von Fritze liegen bis 1990 keine Publikationen vor. Nach der deutschen Wiedervereinigung veröffentlichte er Schriften zur Aufarbeitung der DDR-Vergangenheit sowie zum deutsch-deutschen Einigungsprozess und war Gutachter der Enquete-Kommission „Überwindung der Folgen der SED-Diktatur im Prozeß der deutschen Einheit“. Zudem wurde Fritze durch seine Beiträge in der von der Akademie der Künste herausgegebenen Literaturzeitschrift Sinn und Form als Essayist bekannt. Seine Habilitationsschrift Täter mit gutem Gewissen wurde mit dem Förderpreis der Gesellschaft für Deutschlandforschung ausgezeichnet.
Aufsehen erregte Fritze mit seinen Thesen über das Hitler-Attentat Georg Elsers von 1939, die er in seiner Antrittsvorlesung 1998 unter dem Titel „Hitler-Attentat. Die Bombe explodierte 10 Minuten zu spät“ an der Technischen Universität Chemnitz hielt und im November 1999 in der Frankfurter Rundschau veröffentlichte. Er hatte die Frage zur Diskussion gestellt, inwieweit Elsers Verhalten als vorbildhaft zu bewerten sei. Fritze argumentierte, dass auch bei einem moralisch gerechtfertigten Attentat der Attentäter die Pflicht habe, den Tod Unschuldiger zu vermeiden, sofern es ihm möglich sei. Bei Elser jedoch liege die Vermutung nahe, dass er weniger opferträchtige Attentatsmethoden nicht einmal erwogen habe. Auch habe Elser nicht Sorge für den Schutz unbeteiligter Dritter tragen können, als das Scheitern des Anschlags bereits gewiss war, da er sich vom Ort des Geschehens entfernte und so den vorhersehbaren Tod Unschuldiger nicht verhinderte. Im Falle Elsers seien zudem Absicht und Kenntnisstand des Attentäters nur lückenhaft rekonstruierbar, sodass sich diesbezügliche Bedenken nicht ausräumen ließen. Aus diesen Gründen, so Fritze, sei Elsers Verhalten nicht vorbehaltlos als vorbildhaft zu betrachten.
In seiner moralphilosophischen Beurteilung des Elser-Attentats hatte Fritze die Frage, ob man notfalls auch Unschuldige töten darf, um andere zu retten, noch offengelassen. Dieser Frage widmet er sich in seinem Buch Die Tötung Unschuldiger. In Verführung und Anpassung beschäftigt sich Fritze mit der inneren Logik von Weltanschauungsdiktaturen, insbesondere deren Anziehungskraft und Stabilität. In seinem Buch Die Moral des Bombenterrors unterzieht Fritze die alliierten Flächenbombardements während des Zweiten Weltkriegs einer völkerrechtlichen und moralischen Bewertung. Seiner Argumentation zufolge trägt der britische Premierminister Winston Churchill aufgrund des Beharrens auf der bedingungslosen Kapitulation des NS-Regimes eine immense Verantwortung an der Ausdehnung und Brutalisierung des Krieges und mithin am Massenmord an den europäischen Juden.
Fritze ist Mitherausgeber der Zeitschrift Aufklärung und Kritik.

## Veröffentlichungen
Monographien
- Innenansicht eines Ruins. Gedanken zum Untergang der DDR. Olzog, München 1993, ISBN 3-789-28570-6.
- Panoptikum DDR-Wirtschaft. Machtverhältnisse – Organisationsstrukturen – Funktionsmechanismen. Olzog, München 1993, ISBN 3-789-28320-7.
- Die Gegenwart des Vergangenen. Über das Weiterleben der DDR nach ihrem Ende. Böhlau, Köln/Weimar/Wien 1997, ISBN 3-412-11296-8.
- Täter mit gutem Gewissen. Über menschliches Versagen im diktatorischen Sozialismus. Böhlau, Köln/Weimar/Wien 1998, ISBN 3-412-04398-2.
- Die Tötung Unschuldiger. Ein Dogma auf dem Prüfstand. de Gruyter, Berlin/New York 2004, ISBN 3-110-18148-7.
- Verführung und Anpassung. Zur Logik der Weltanschauungsdiktatur. Duncker & Humblot, Berlin 2004, ISBN 3-428-11255-5.
- Die Moral des Bombenterrors. Alliierte Flächenbombardements im Zweiten Weltkrieg. Olzog, München 2007, ISBN 3-789-28191-3.
  - 2., erg. u. erw. Aufl. mit einem neuen Vorwort. Jungeuropa Verlag, Dresden 2025, ISBN 978-3-948145-36-1.
- Legitimer Widerstand? Der Fall Elser. BWV, Berlin 2009, ISBN 3-830-51672-X.[3]
- Anatomie des totalitären Denkens. Kommunistische und nationalsozialistische Weltanschauung im Vergleich. Olzog, München 2012, ISBN 3-7892-8324-X.
- Der böse gute Wille. Weltrettung und Selbstaufgabe in der Migrationskrise. Manuscriptum, Waltrop 2016, ISBN 3-944872-32-0.
- Delegitimierung und Totalkritik. Kritische Anmerkungen zur Aufarbeitung der DDR-Vergangenheit. BWV, Berlin 2016, ISBN 3-8305-3645-3.
- Kritik des moralischen Universalismus. Über das Recht auf Selbstbehauptung in der Flüchtlingskrise. Schöningh, Paderborn 2017, ISBN 3-506-78672-5.
- Die Moral der Nationalsozialisten. Lau, Reinbek 2019, ISBN 3-95768-204-5.
- Angriff auf den freiheitlichen Staat. Über Macht und ideologische Vorherrschaft. Basilisken-Presse, Marburg an der Lahn 2020, ISBN 3-982-22340-7.
- Der freiheitliche Staat und seine Zerstörer: Wie eine politisch-mediale Elite die Entmachtung des Volkes betreibt. Ares Verlag, Graz 2024, ISBN 978-3-99081-144-3.

Herausgeberschaften
- mit Volkmar Kreissig und Erhard Schreiber: Privatisierung und Partizipation. Ein Ost-West-Vergleich. Materialien der gleichnamigen Konferenz, Eibenstock 1992. Arbeitskreis sozialwissenschaftliche Arbeitsmarktforschung, Gelsenkirchen 1993, DNB 931825873.
- mit Thomas Widera: Alliierter Bombenkrieg. Das Beispiel Dresden. Vandenhoeck & Ruprecht, Göttingen 2005, ISBN 3-89971-273-0.
- Hannah Arendt weitergedacht. Ein Symposium. Vandenhoeck & Ruprecht, Göttingen 2008, ISBN 3-525-36913-1.
- mit Wolfgang Bialas: Ideologie und Moral des Nationalsozialismus. Vandenhoeck & Ruprecht, Göttingen 2014, ISBN 3-525-36961-1.
- mit Wolfgang Bialas: Nationalsozialistische Ideologie und Ethik. Dokumentation einer Debatte. Vandenhoeck & Ruprecht, Göttingen 2019, ISBN 3-525-37078-4.

Sonstiges
- Hans Albert: Gespräch mit Lothar Fritze. In: Sinn und Form. 44. Jahrgang, Heft 3, 1992, S. 380–390.